# 中川みどり
中川 みどり（なかがわ みどり　1962年10月3日 - ）は日本の女優、歌手。本名、平石 美智子。

## 来歴・人物
栃木県河内郡生まれ。東京成徳短期大学附属高等学校卒業。身長157cm（1980年デビュー当時）。
中学2年生の時に上京して一人暮らししながら作曲家の鈴木邦彦が主宰するミュージックスクールに通ってレッスンに励み、その鈴木の推薦により歌手デビューが決まる。デビュー当初所属していた事務所はバーディ音楽出版。1980年5月21日、RCAレコードよりシングル『恋いちりん』でデビュー。“演歌っぽい歌謡曲”を得意とする。RCAよりシングル3枚をリリース、1983年から1984年にかけて『宇宙刑事シャリバン』に出演した後休業、1987年8月25日にポリドールより発売のシングル『女がひとり港町』で歌手として再デビュー。
デビュー当時公表していたプロフィールによると、趣味は編み物、手芸、手紙を書くこと。特技はモダンダンス。姉が二人いる。

## ディスコグラフィー

### シングル
| 発売日        | レーベル    | 面 | タイトル               | 作詞         | 作曲         | 編曲       |
| ------------- | ----------- | -- | ---------------------- | ------------ | ------------ | ---------- |
| 1980年5月21日 | RCAレコード | A  | 恋いちりん             | 山本由美子   | 鈴木邦彦     | 竜崎孝路   |
| 1980年5月21日 | RCAレコード | B  | 恋しぐれ               | 山本由美子   | 鈴木邦彦     | 竜崎孝路   |
| 1980年        | RCAレコード | A  | ふたりは一緒           | 千家和也     | 鈴木邦彦     | 京建輔     |
| 1980年        | RCAレコード | B  | 花はなに               | 高田ひろお   | 鈴木邦彦     | 竜崎孝路   |
| 1981年        | RCAレコード | A  | 奥の細道ひとり旅       | 葛原直樹     | 結城丈       | 京建輔     |
| 1981年        | RCAレコード | B  | 野菊の丘               | 杉園親誠     | 杉園親誠     | 京建輔     |
| 1987年8月25日 | ポリドール  | A  | 女がひとり港町         | たきのえいじ | たきのえいじ | 竜崎孝路   |
| 1987年8月25日 | ポリドール  | B  | 街角                   | 三崎健二     | 三崎健二     | 竜崎孝路   |
| 1988年8月     | ポリドール  | A  | 背中あわせの涙         | 荒木とよひさ | 三木たかし   | 馬飼野俊一 |
| 1988年8月     | ポリドール  | B  | 朝もやの巴里に目覚めて | 荒木とよひさ | 山崎稔       | 馬飼野俊一 |

### アルバム
- アイドル・ミラクルバイブルシリーズ　80〜85 Girls　〜中川みどり・矢野良子・沢田純・高野サヨ子・水谷圭（2011年1月11日）
  - 上記のうち、RCAレコード時代の3枚のシングルに収録された6曲を収録。

## 主な出演作品

### テレビ
- 電子戦隊デンジマン (1980年) - 40話　(天田の妹)  東映、テレビ朝日
- 宇宙刑事シャリバン （1983年 - 1984年) - 東映、テレビ朝日 （鈴木千秋）